# امنیت منطقی
امنیت منطقی  عبارت است از حفاظت کردن از نرم‌افزار برای سیستم‌های سازمانی، شامل شناسایی و دسترسی پسورد کاربر، تعیین اعتبار، سطوح اجازه و حق دسترسی. این پیشگیری‌ها برای اطمینان از این است که تنها کاربران مجاز می‌توانند عملیاتی را انجام بدهند و دسترسی پیدا کنند به اطلاعات در یک شبکه یا یک ایستگاه کاری. آن یک زیرمجموعه از امنیت کامپیوتر است.
امنیت منطقی همچنین نام یک شرکت است که به وسیله مربی اطلاعات تصدیق شده سیستم‌های امنیت حرفه‌ای (CISSP) و مولف Shon Harris شروع شده‌است.

## عناصر امنیت منطقی
عناصر امنیت منطقی شامل:
- شماره شناسایی کاربر، همچنین معلوم بودن ارتباطات، نام‌های کاربر، بستن حساب‌ها، شناسه شخصی منحصربه‌فرد برای عاملان یک برنامه یا شبکه کامپیوتری هستند که قابل دسترس است به وسیلهٔ بیشتر از هر عامل. این شناسه‌ها مبنی بر رشته کوتاه از کاراکترهای الفبایی هستند، و آن‌ها اختصاص داده شده‌اند یا انتخاب شده‌اند به وسیله کاربران.
- احراز اصالت فرایند استفاده شده به وسیله یک برنامه، کامپیوتر یا شبکه  کامپیوتری هست که قصد دارد تا هویت یک کاربر را تثبیت کند. بدون اعتبارنامه (کاربران بی نام) هویتی ندارند. اما اجازه وارد شدن به سیستم را دارند. تثبیت شناسه‌ها برای مفهوم کنترل دسترسی، که اجازه دسترسی به افراد مجاز را می‌دهد و مانع می‌شود در برابر افراد غیرمجاز حیاتی است.
- بیومتریک سندی است که ویژگی فیزیکی و رفتاری کاربر را که قصد دارد تا تثبیت کند شناسه خودش را اندازه می‌گیرد. ظاهر فیزیکی که استفاده شده شامل اثر انگشت، عنبیه و شبکه چشمی، الگوهای صدا، و اندازه‌های دست. ظاهر رفتاری که استفاده شده شامل شناسایی امضا، تصدیق راه رفتن، شناسایی سخنران و تشخیص الگوی نوشتن. وقتی که یک کاربر ثبت می‌شود به وسیله سیستم که او اجازه دارد  تلاش کند تا بعداً دسترسی پیدا کند، یک یا بیشتر خصوصیات فیزیکی او به وسیلهٔ یک الگوریتم شمارشی گرفته شده و پردازش شده. این عدد در یک پایگاه داده وارد شده، و ویژگی‌های کاربر را جسستجو می‌کند برای تطبیق ویژگی‌های نگهداری شده که باید مطابقت پیدا کند با یک درصد خطای معین.

### تعیین اعتبار نشانه
تعیین اعتبار نشانه شامل توکن امنیتی که وسیله¬های کوچک هستند که کاربران مجاز سیستم¬ها یا شبکه¬های کامپیوتری حمل می‌کنند برای کمک کردن در شناسایی این که کسی که  ارتباط برقرار کرده‌است با یک سیستم یا شبکه کامپیوتری واقعاً مجاز است. آن‌ها همچنین می‌توانند کلیدهای رمزگذاری و داده‌های بیومتریک را نگهدارند. بیشتر مدل‌های عمومی از نشانه‌های امنیتی (RSA’شماره امنیتی) یک تعداد از تغییرات هر جز را نشان می‌دهند. کاربران به وسیله وارد کردن یک شماره شناسایی شخصی و شماره روی توکن معتبر شده‌اند. توکن شامل یک ساعت از روز و یک مقدار پیگیری منحصربه‌فرد، و شماره نمایش داده شده‌است یک رمز بهم ریخته از مقدار پیگیری و وقت از روز. کامپیوتر که دسترسی شده همچنین شامل همان الگوریتم و توانایی تطابق شماره به وسیله تطابق شماره پیگیری کاربر و وقتی از روز را دارد. خطای ساعت برداشته شده در حساب، و مقادیر دقایق کم خاموش بعضی اوقات پذیرفته شده هستند. دیگر مدل‌های شبیه نشانه (برگه رمز) می‌توانند یک مقدار در هر زمان یک دکمه فشار داده شده را تولید کنند. دیگر توکن‌های امنیتی می‌توانند مستقیماً وصل شوند به کامپیوتر از طریق پورت‌های usb ,smart card یا blutooth یا از طریق واسط‌های خاص تک منظوره. خانه صدا وPADها می‌تواند هم¬چنین استفاده بشوند مانند توکن هی امنیتی با برنامه‌های صحیح.

### تعیین اعتبار رمز عبور
تعیین اعتبار رمزعبوراستفاده می‌کند داده مخفیانه برای کنترل دسترسی به یک منبع مخصوص را. معمولاً، کاربر قصد دارد تا دسترسی پیدا کند به شبکه، کامپیوتر یا برنامه کامپیوتری جستجو شده آن خواه رمز عبور را می‌دانند یا نه، و پذیرش شده یا رد شده نتیجه دسترسی. رمزهای عبور ایجاد شده‌اند به وسیله کاربر یا نسبت داده شده، شبیه نم کاربری. به هر حال وقتی که رمزعبور نسبت داده شده، کاربر معمولاً معین می‌کند گزینه‌ای را برای تغییر رمز عبور به چیزی که خودش انتخاب کرده. با وابستگی روی محدودیت‌های سیستم یا شبکه، کاربر می‌تواند تغییر دهد رمز عبورش را به یک رشته عددی. معمولاً، محدودیت‌هایی که برای رمز عبور ایجاد می‌کنند شامل محدودیت طول، لازم از یک عدد، حروف بزرگ الفبا یا کارکترهای ویژه، یا نمی‌تواند استفاده بشود بعد از چهار یا پنج تغییر داده شده رمز عبور و بسته شده با نام کاربری. به علاوه، سیستم می‌تواند مجبور کند کاربر را تا تغییر بدهد رمز عبورش را بعد از یک مدت معین.

### دو راه تعیین اعتبار
دو راه تعیین اعتبار وارد کردن هر دوی کاربر و سیستم یا شبکه که همدیگر را متقاعد می‌کنند که آن‌ها تقسیم کرده‌اند رمز عبور را بدون انتقال کردن این رمزعبور روی یک کانال ارتباطی. این انجام می‌شود به وسیله استفاده کردن رمز عبور مانند کلید رمزگذاری تا انتقال دهد یک تکه تولید شده رندوم از اطلاعات، یا "چالش"را از یک جهت باید آن‌ها برگردانند یک مقدار رمز شده مشابه که مقدر شده تابعی از اطلاعات ارائه شده در ابتدا، "پاسخ" او، که ثابت کند که او توانایی داشته تا رمزگشایی کند چالش را. کربروز (یک پروتکل تعیین اعتبار شبکه کامپیوتری) هست یک نمونه خوب از این، به‌طوری‌که آن می‌فرستد یک متن رمز شده عدد صحیح n را، و پاسخ باید متن رمز شده عدد صحیح n+1 باشد.

## تنظیمات عمومی و حقوق دسترسی
حقوق دسترسی و سطوح اعتبار حقوق و توان اجازه داده شده برای کاربران برای ایجاد کردن، تغییر دادن، پاک کردن یا نگاه کردن داده و فایل‌ها با یک سیستم یا شبکه هستند. این حقوق از کاربری به کاربر دیگر اختلاف دارند، و می‌توانند دسترسی پیدا کنند به واسطه ارتباط بی نام مزایای(مهمان شدن) تا کاربر بالا(ریشه) مزایا. حساب‌های مهمان‌ها و سوپریوزرها هستند دو طرفه، به‌طوری‌که حقوق دسترسی می‌توانند رد شده یا پذیرفته شده برای هر کاربر. معمولاً، هر سیستم مجری (a.k.a. the Superuser) توانایی دارد تا بپذیرد یا رد کند این حقوق‌ها را
حساب میهمانان، یا ارتباطات بی نام، برقرار کردن برای این که چندین کاربر می‌توانند ارتباط برقرار کنند به حساب در گاه اوقات بدون یک رمز عبور. کاربران گاهی اوقات پرس وجو می‌کنند برای نوشتن یک نام کاربری. این حساب خیلی محدودیت دسترسی دارد، و اغلب اجازه داده شده به دسترسی فایل‌های عمومی ویژه. معمولاً، حسابهای بی نام حقوق دسترسی تنها برای اهداف امنیتی دارند.
سوپر یوزر هست یک سطح اختیار تعیین شده برای مجریان سیستم روی اکثر سیستم‌های عملیاتی کامپیوتر. در یونیکس و سیستم عامل‌های وابسته، این سطح ریشه صدا زده شده، و همه حقوق دسترسی را در سیستم، شامل تغییر دادن مالکیت فایل‌ها دارد. در ویندوز xp و سیستم‌های nt (همانند dos و ویندوز 9x). همه کاربران سوپریوزرهای مؤثر هستند، و همه کاربران همه حقوق دسترسی را دارند. در ویندوز nt و سیستم‌های وابسته (همانند ویندوز ۲۰۰۰ و xp). یک سوپریوزر معروف است به حساب مجری. به هر حال، این حساب مجری می‌تواند یا نمی‌تواند وجود داشته باشد، وابسته می‌شود به هر جدایی از مزایای تنظیمات سابق.